# Liber de arte distillandi de simplicibus

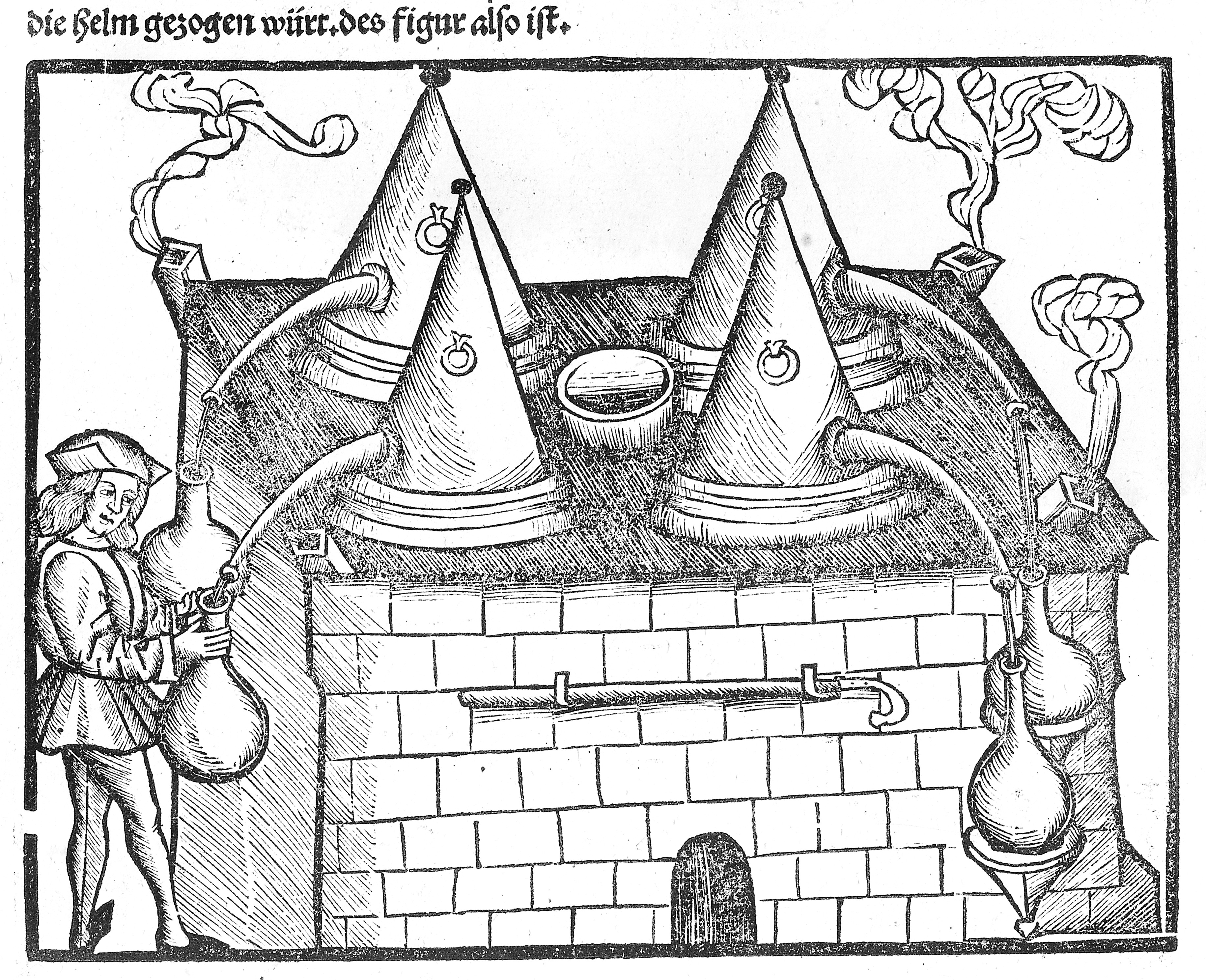
Illustrazione xilografica di un alchimista che gestisce un alambicco

Il Liber de arte distillandi de simplicibus o Kleines Destillierbuch ) è un trattato di Hieronymus Brunschwig pubblicato a Strasburgo l'8 maggio 1500 da Johann Grüninger. Fu il primo libro sulla distillazione scritto in lingua tedesca. Il Liber è un manuale su come distillare le acque medicinali e combina pratiche tradizionali e istruzioni tecniche.
Il Liber de arte distillandi de simplicibus, nonostante il titolo in latino, fu scritto interamente in tedesco, ed è la prima opera sulla distillazione ad essere stampata in questa lingua. È uno dei numerosi manuali e trattati su argomenti scientifici di Hieronymus Brunschwig, ed è il primo dei suoi libri sulla distillazione, seguito dal Liber de arte distillandi de compositis (Großes Destillierbuch ) nel 1512.
Il Kleines Destillierbuch prende ampiamente spunto da precedenti opere alchemiche, sebbene nel testo stesso vi siano pochi riferimenti espliciti all'alchimia. In particolare, Brunschwig cita frequentemente l'alchimista del XIV secolo Jean de Roquetaillade in riferimento al concetto di "quintessenza ", che deriva dal suo libro De consideringe quintae essentiae. Sia nell'approccio di Roqueutaillade che in quello di Brunschwig, l'obiettivo dell'alchimia e della distillazione è quello di eliminare i quattro elementi terreni per lasciare solo la quintessenza celeste, una sostanza che ha proprietà benefiche. Tuttavia, Brunschwig differisce da Roquetaillade in quanto non sostiene che le sostanze distillate siano essenze interamente celestiali, ma solo che sono più celestiali delle loro controparti non distillate. 
Il Kleines Destillierbuch è composto da 230 pagine divise in quarti. È diviso in tre parti, la prima con 23 capitoli che spiegano il processo di distillazione, la seconda con un elenco di piante i cui prodotti possono essere distillati, e la terza con un indice di malattie che possono essere curate con le acque medicinali prodotte attraverso la distillazione.  Ogni pagina ha due colonne con 47 righe di testo e molte hanno un'illustrazione xilografica di diverse dimensioni di distillatori, piante o animali. La maggior parte di queste xilografie erano state utilizzate in precedenza nella tipografia di Johann Grüninger per libri come il Buch der cirurgia (1497) o la ristampa di Grüninger (1497) dell'Hortus Sanitatis (prima edizione Magonza 1491), oppure erano copie di queste xilografie utilizzate in precedenza.

## Illustrazioni

### Tipi di illustrazioni di piante utilizzando lo stesso blocco di legno due volte

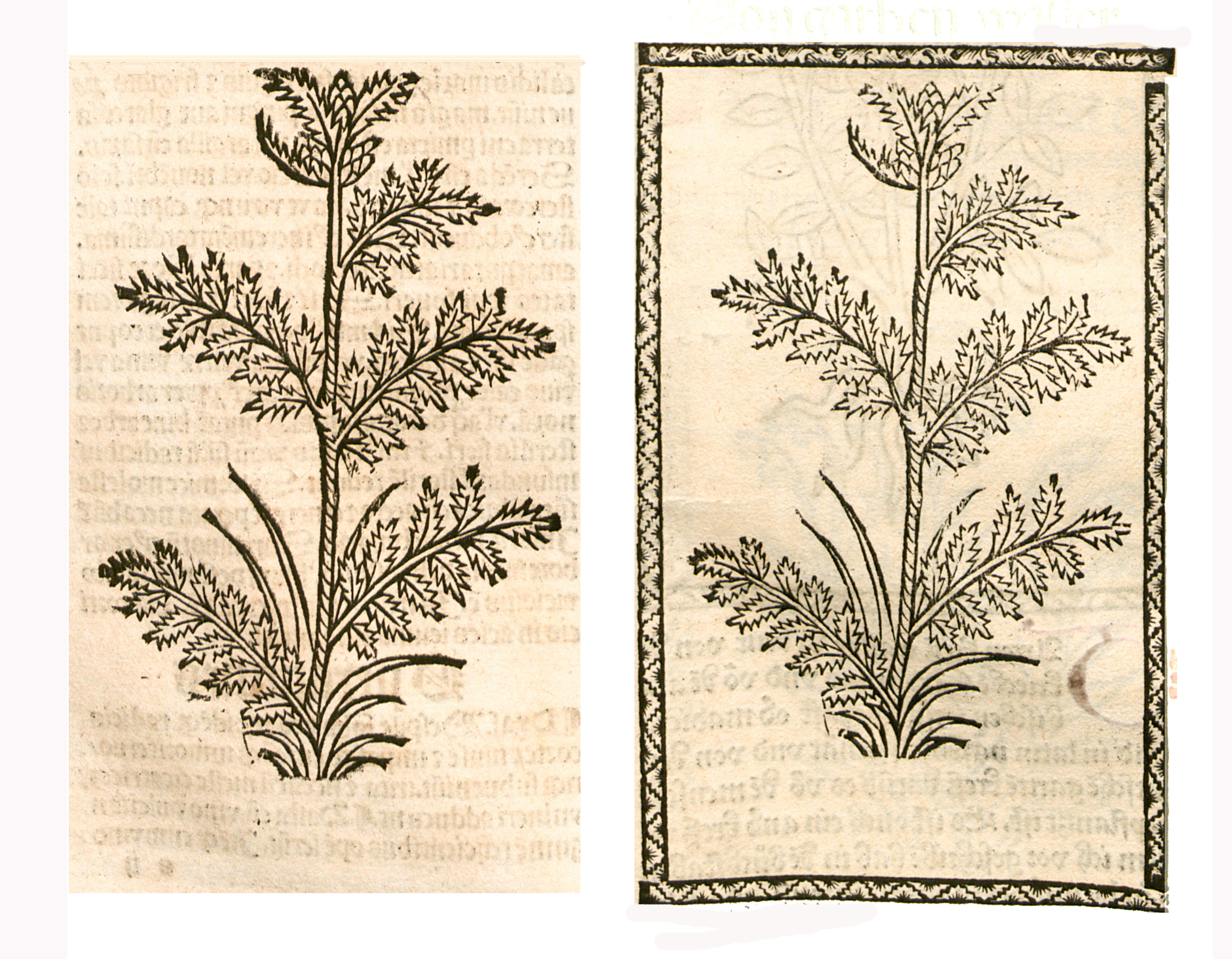
Achillea millefolium . A sinistra: Hortus Sanitatis Strasburgo 1497 (I, 295). A destra: Kleines Destillierbuch (Blatt 54r)
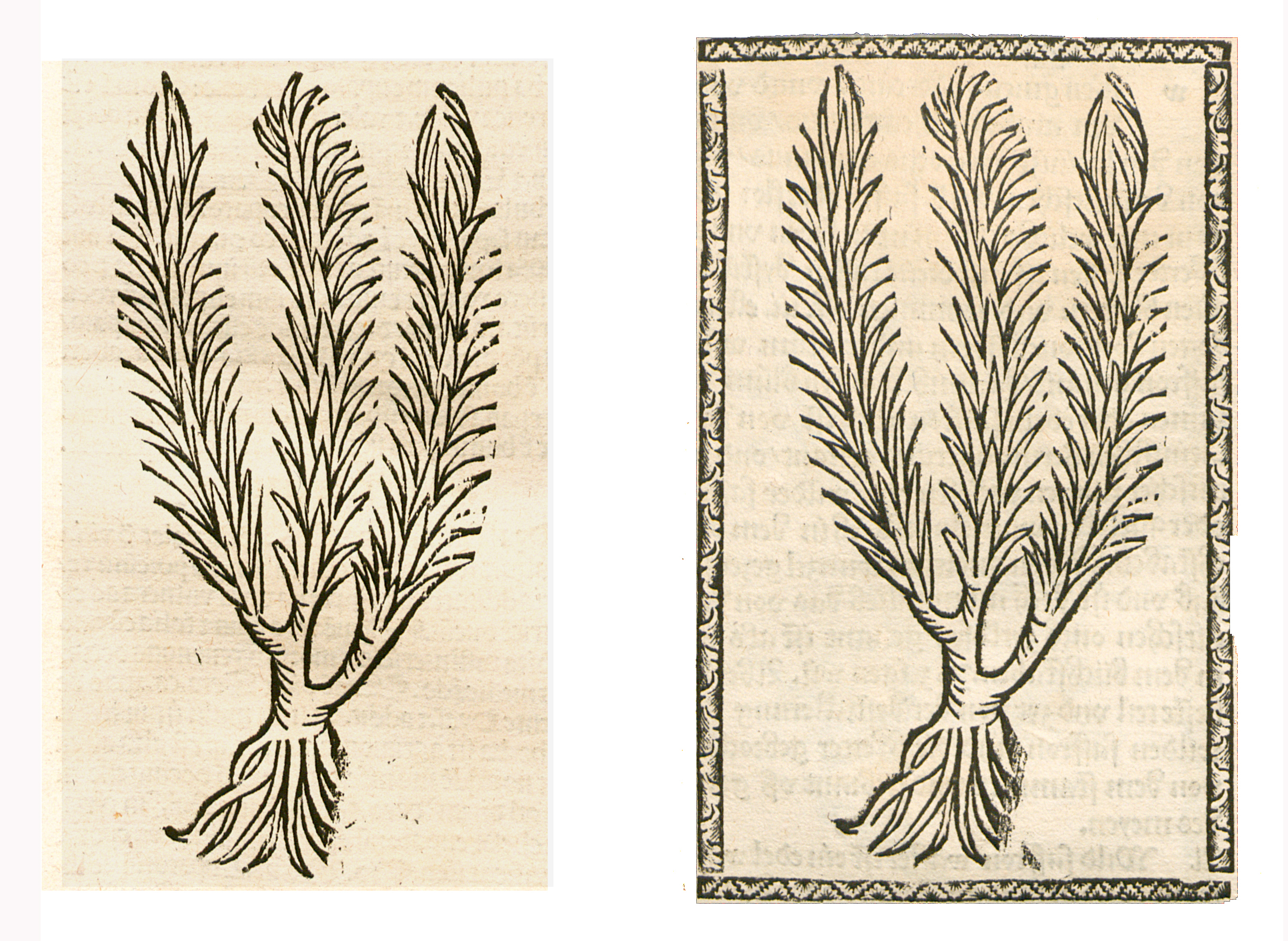
Adone vernalis . A sinistra: Hortus Sanitatis (BSB), Strasburgo 1497 (I, 165). A destra: Kleines Destillierbuch (Blatt 121v)
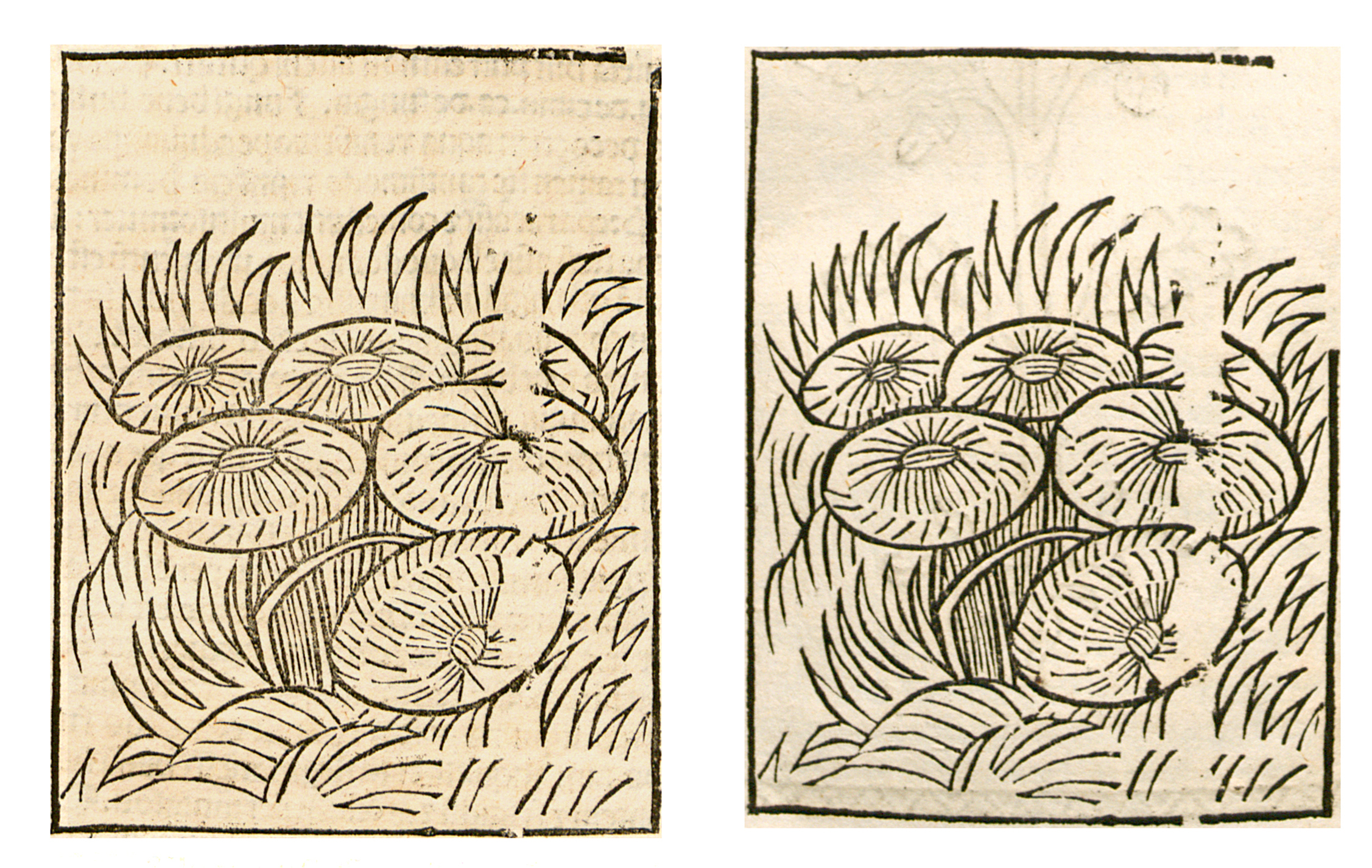
Agaricus campestris . A sinistra: Hortus Sanitatis, Strasburgo 1497 (I, 203). A destra: Kleines Destillierbuch (Blatt 42v)

### Tipi di illustrazioni di animali che utilizzano lo stesso blocco di legno due volte

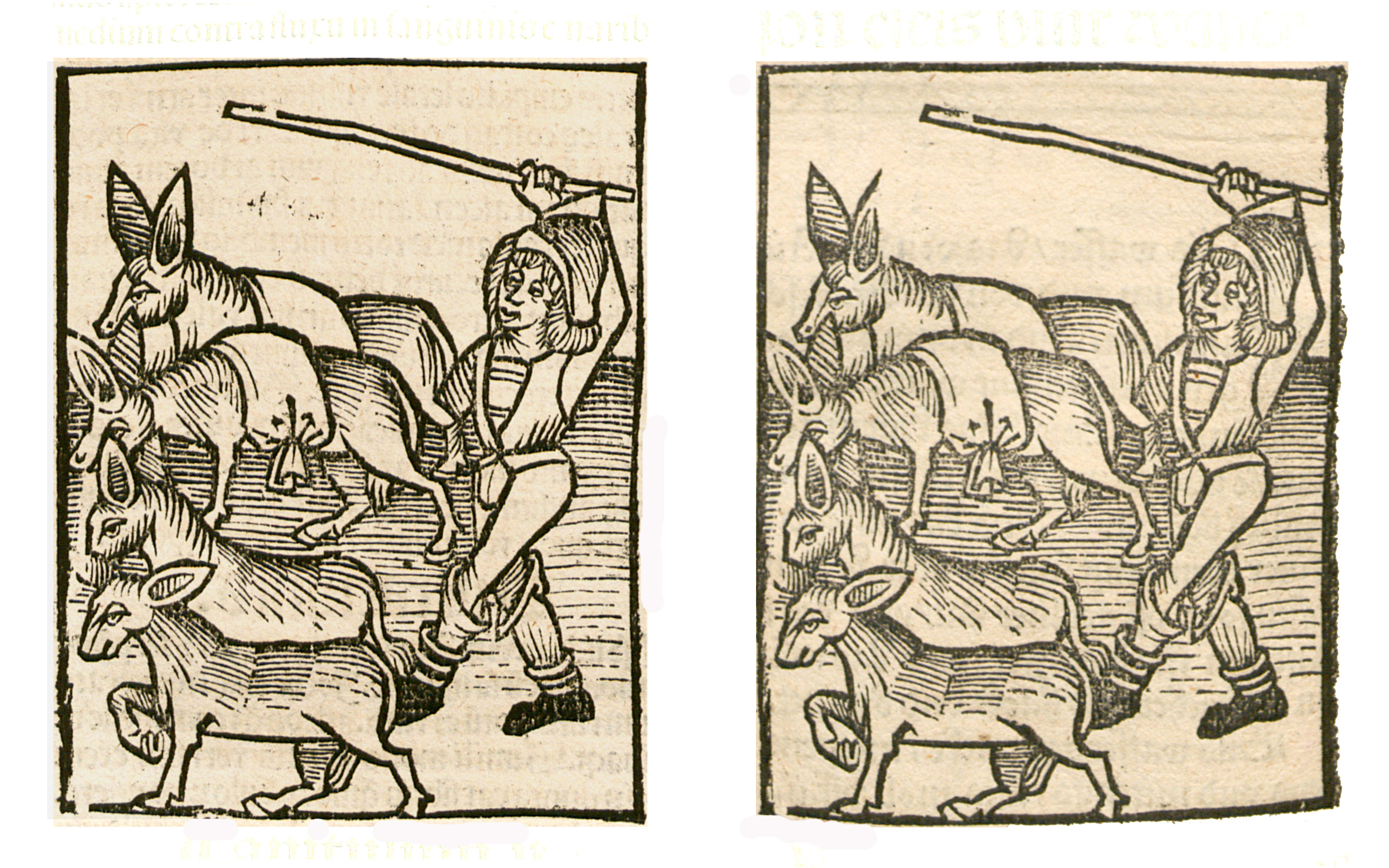
Equus asinus . A sinistra: Hortus Sanitatis, Strasburgo 1497 (II, 5). A destra: Kleines Destillierbuch (Blatt 45v)
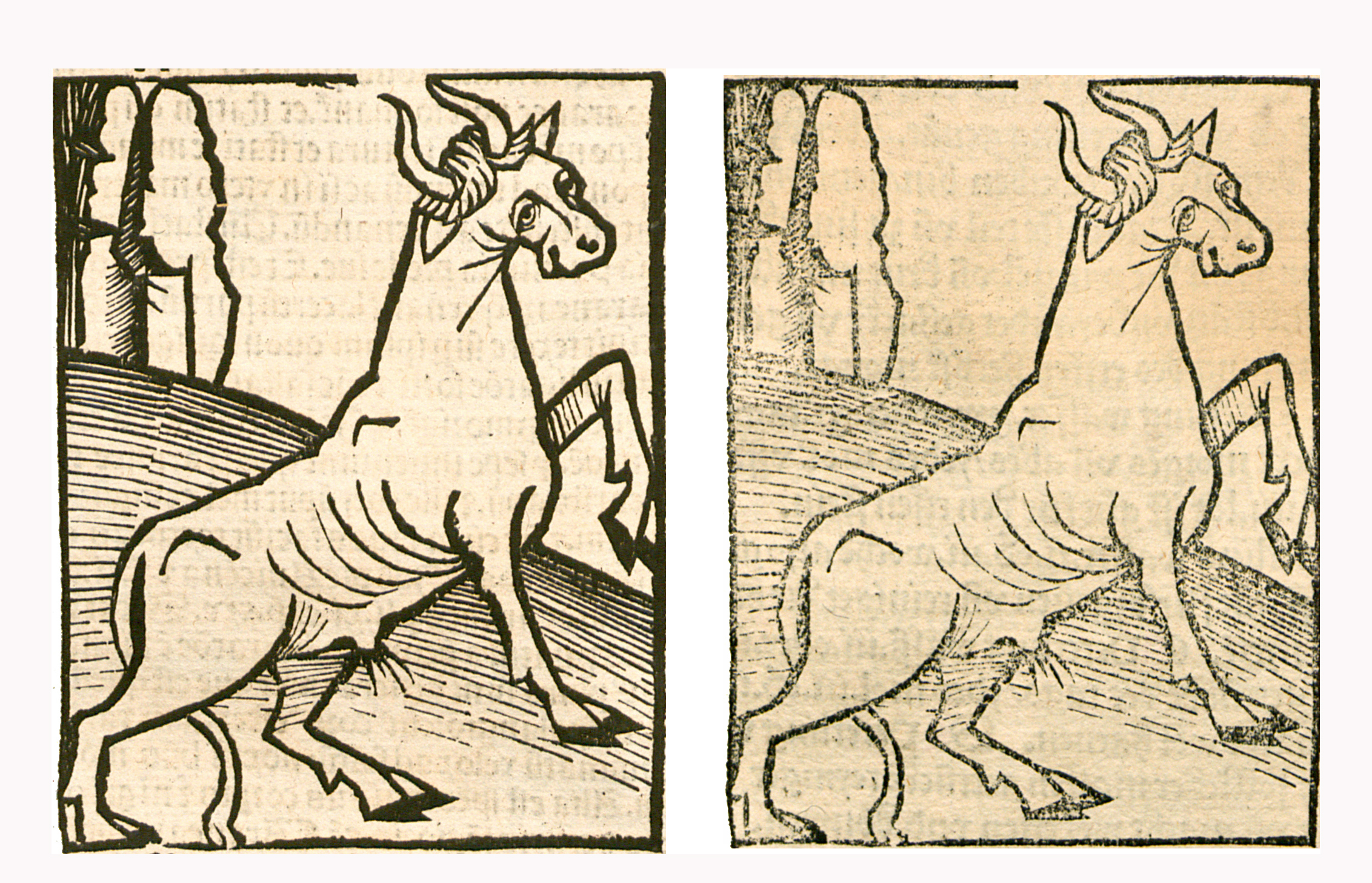
Bos primigenius taurus . A sinistra: Hortus Sanitatis, Strasburgo 1497 (II, 14). A destra: Kleines Destillierbuch (Blatt 87r)
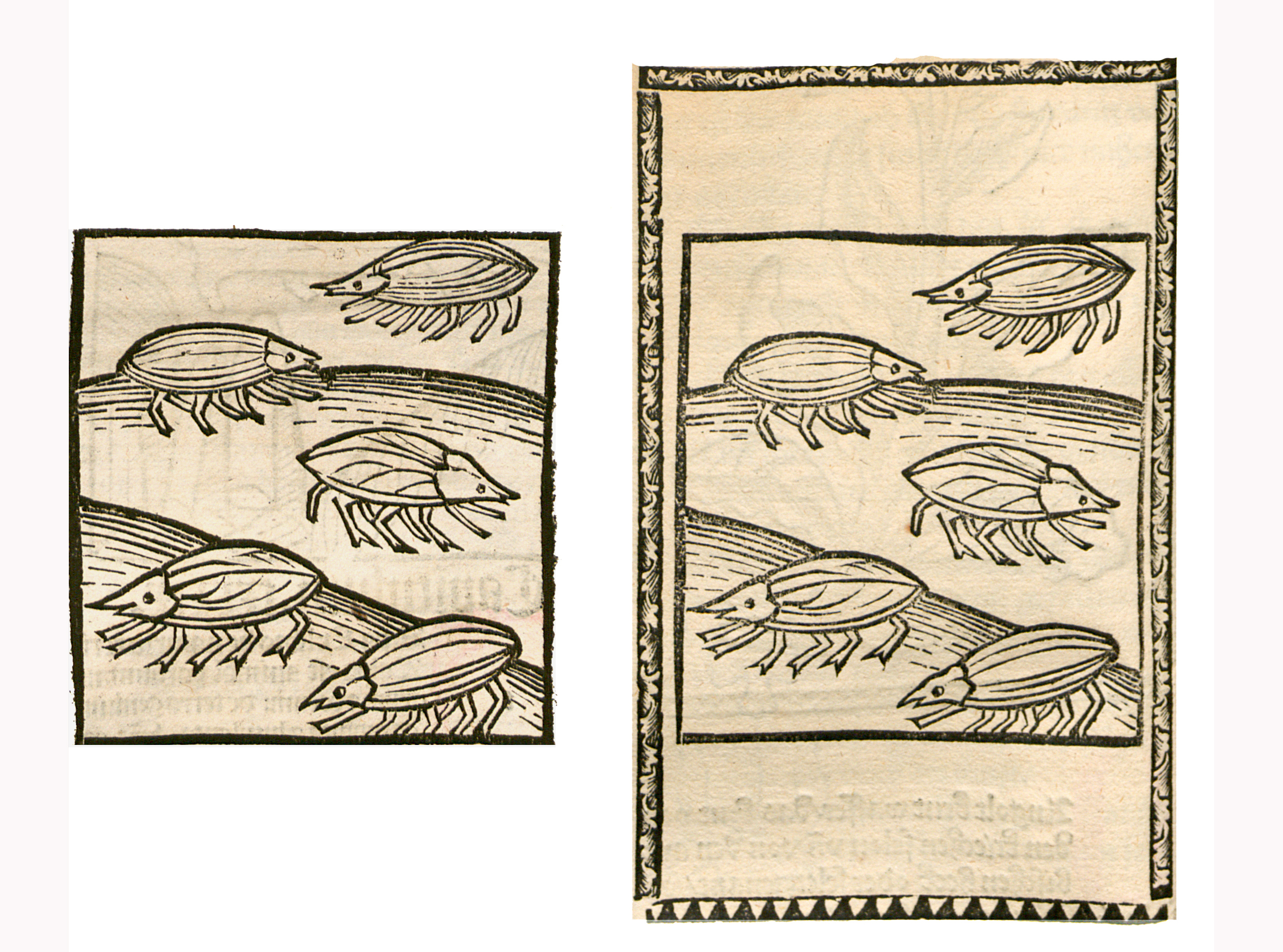
Meloe proscarabaeus . A sinistra: Hortus Sanitatis, Strasburgo 1497 (II, 134). A destra: Kleines Destillierbuch (Blatt 80v)

### Tipi di illustrazioni di piante utilizzando un nuovo blocco di legno con una copia invertita

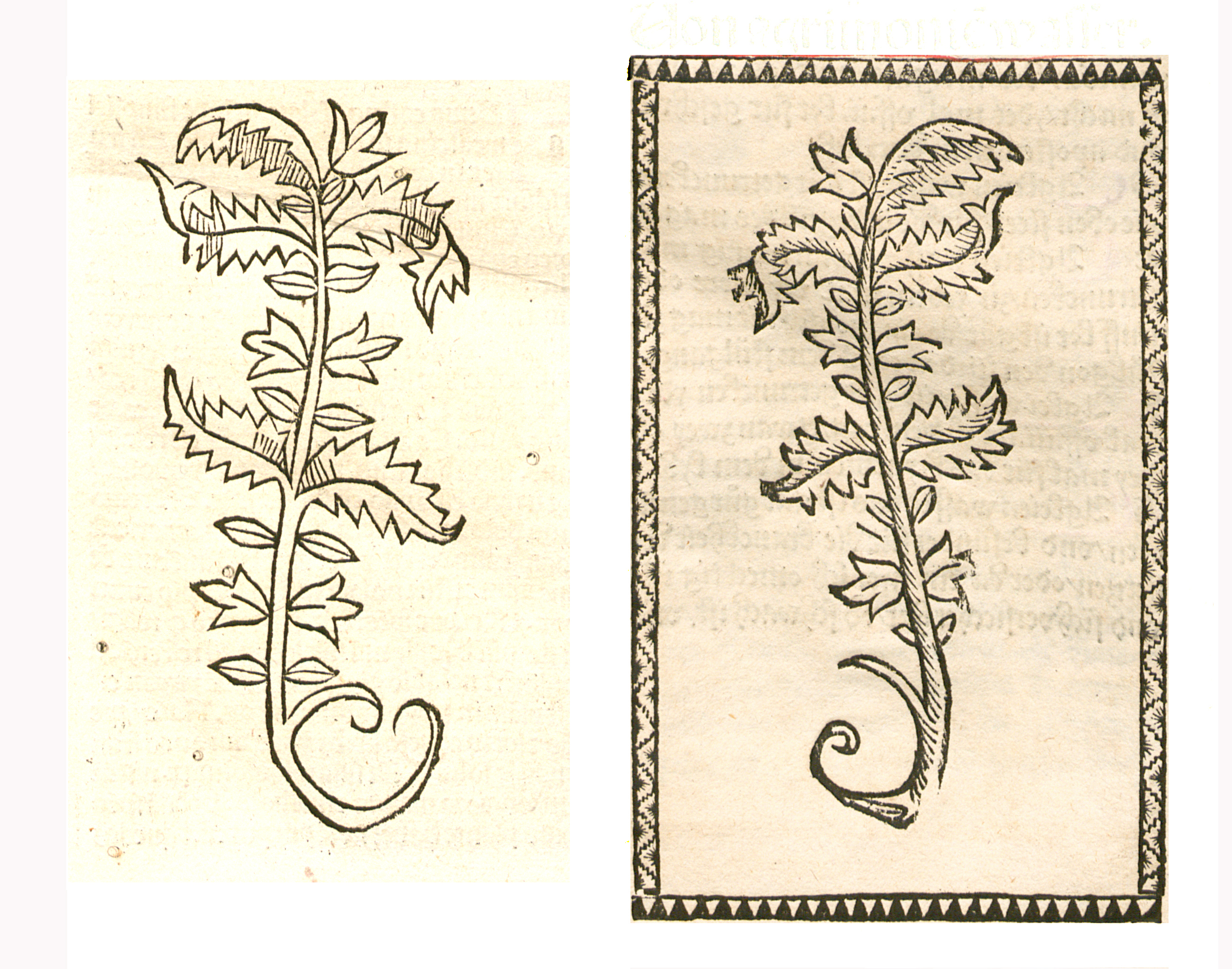
Agrimonia eupatoria . A sinistra: Hort. Sanità., Strasburgo 1497 (I, 9). A destra: copia invertita. Kleines Destillierbuch (Blatt 18r)
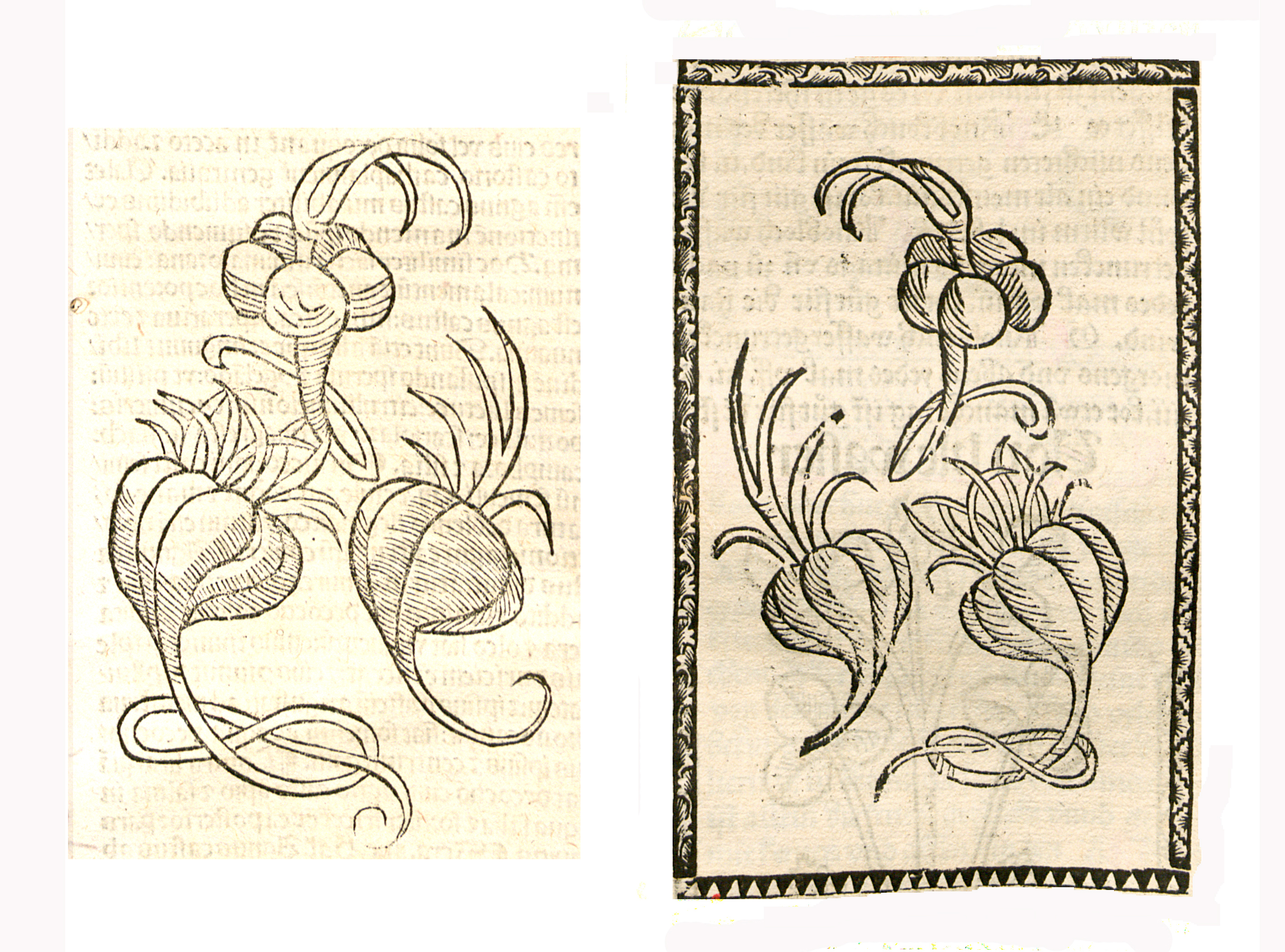
Allium sativum . A sinistra: Hortus Sanitatis, Strasburgo 1497 (I, 14). A destra: copia invertita. Kleines Destillierbuch(Blatt 65r)
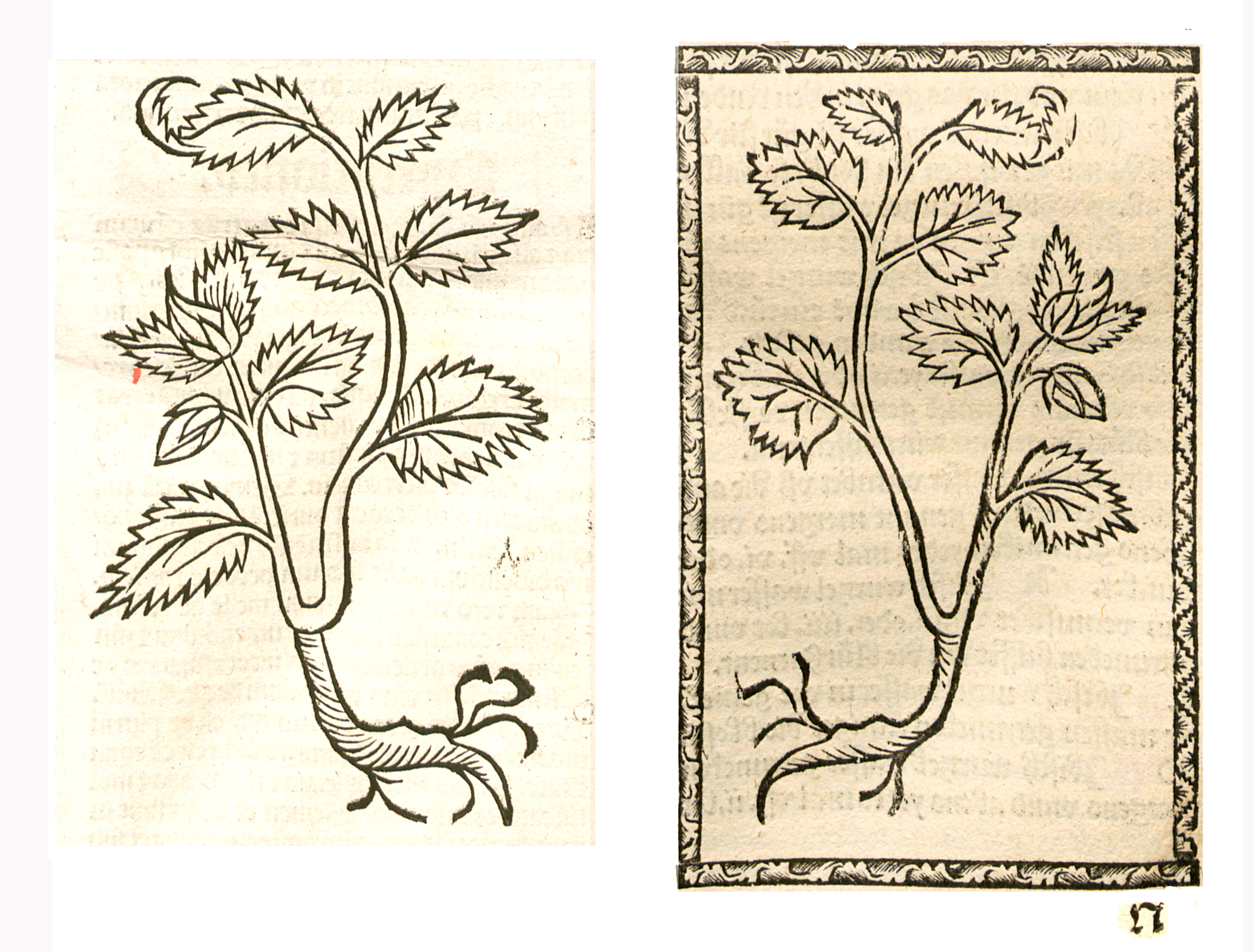
Althaea officinalis . A sinistra: Hort. Sanitatis, Strasburgo 1497 (I, 15). A destra: copia invertita. Kleines Destillierbuch (Blatt 63r)

### Tipi di illustrazioni di piante utilizzando un blocco di legno, che mostra una pianta dall'aspetto simile

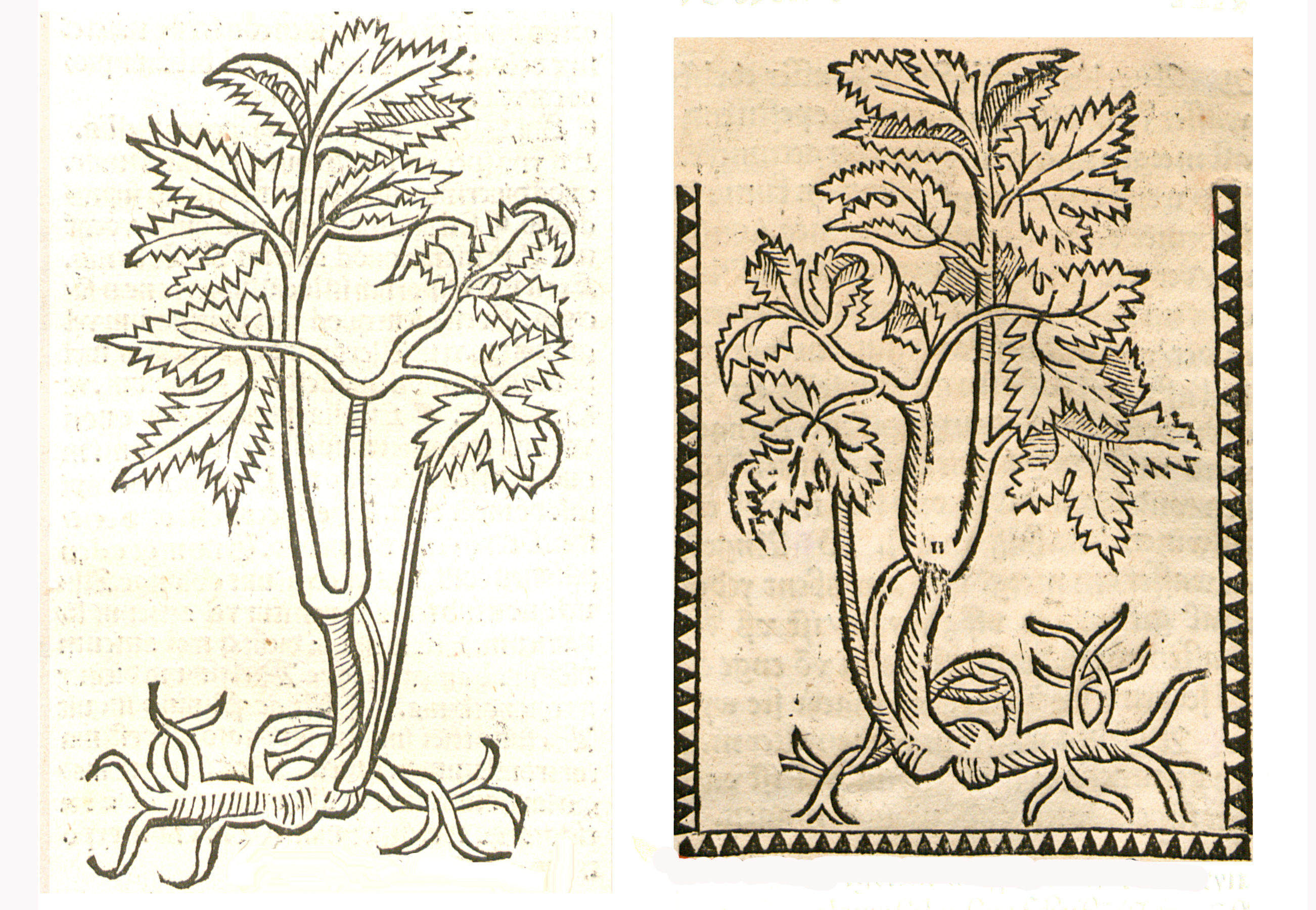
Illustrazione di Peucedanum ostruthium in sostituzione di un'illustrazione di Angelica archangelica . A sinistra: Hortus Sanitatis, Strasburgo 1497 (I, 291). A destra: Kleines Destillierbuch (Blatt 20r)
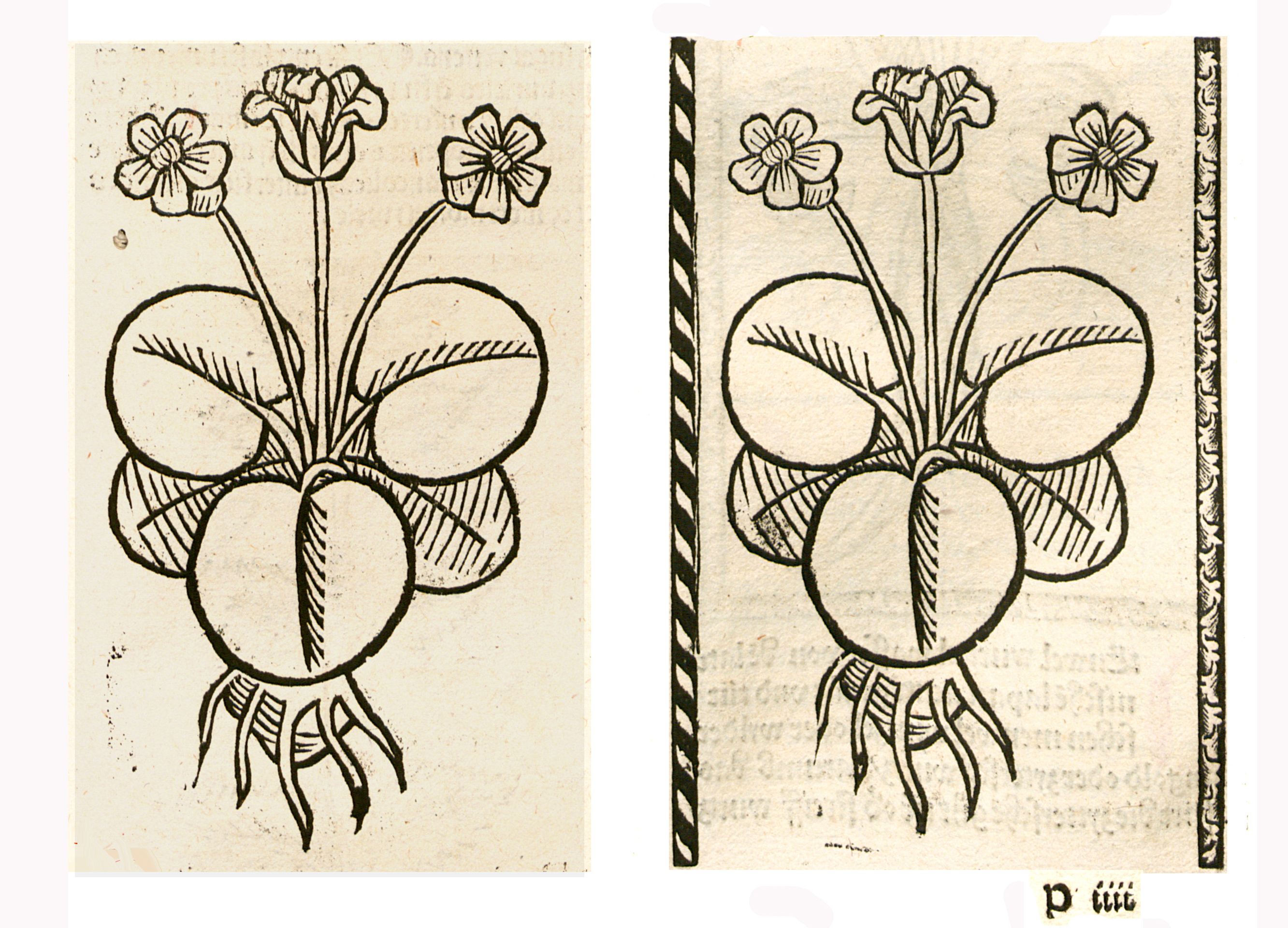
Illustrazione di Nuphar luteum in sostituzione di un'illustrzione di Caltha palustris : A sinistra: Hortus Sanitatis, Straßburg 1497 (I, 309). A destra: Kleines Destillierbuch (Blatt 78r)
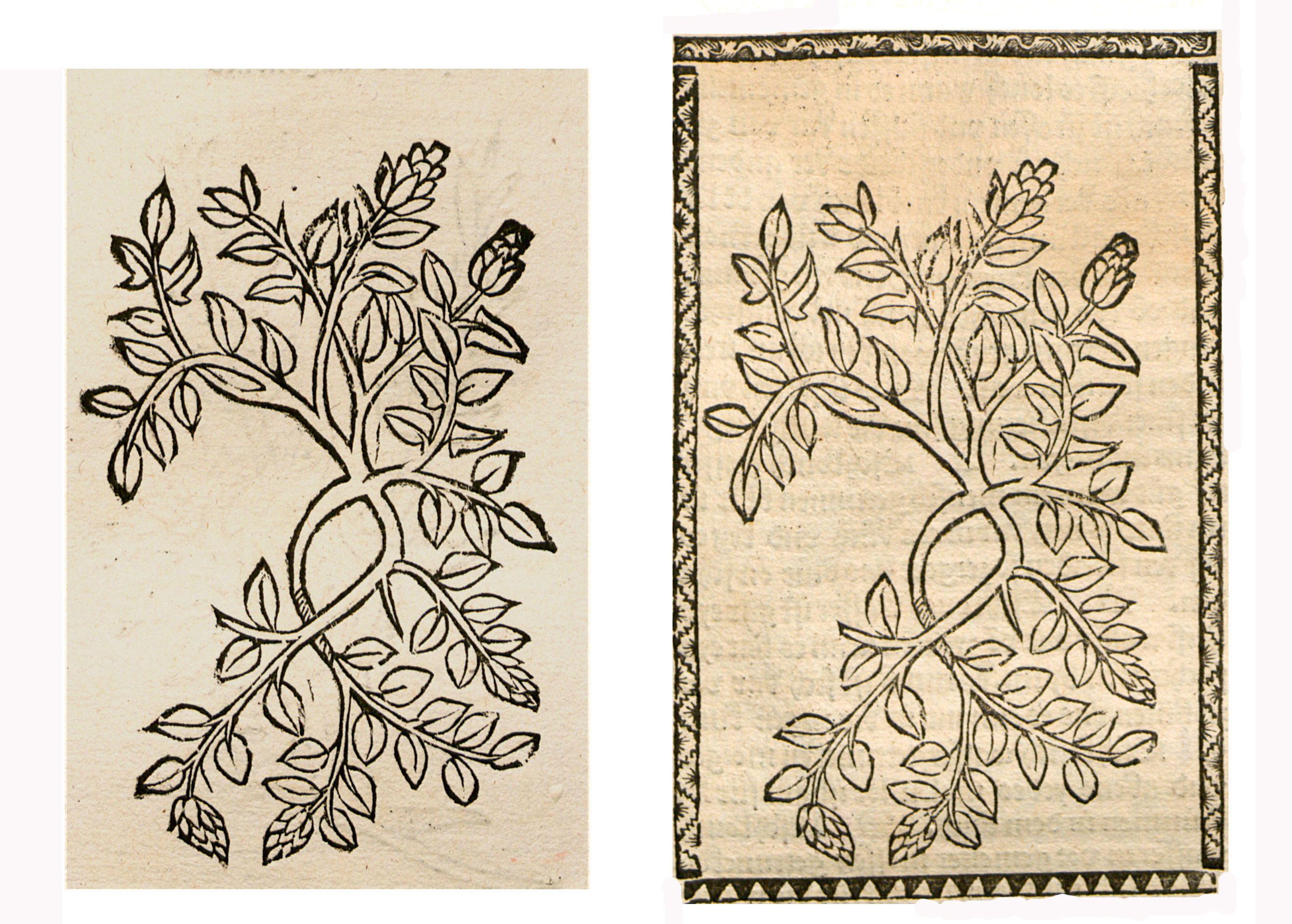
Illustrazione di Thymus serpyllum in sostituzione di un'illustrazione di Veronica officinalis . A sinistra: Hortus Sanitatis, Strasburgo 1497 (I, 429). A destra: Kleines Destillierbuch (Blatt 43r)

## Impatto
Il Kleines Destillierbuch ebbe un enorme successo e fu pubblicato in 16 diverse edizioni dal 1500 al 1568. Ha influenzato direttamente le opere successive di Philipp Ulstad, Eucharius Rösslin e Adam Lonicer .
La risonanza del libro superò i confini della Germania e fu una delle prime opere di scienze naturali ad essere tradotta in inglese. Fu anche il primo libro specificamente sulla chimica ad essere tradotto in inglese. Fu tradotto in olandese nel 1517, in inglese nel 1527 e in ceco nel 1559.